# Лигурски език (романски)
 Тази статия е за романския език.  За античния вижте Лигурски език.  
Лигурският език е романски език, който се говори в Лигурия в Северозападна Италия и в Монако.
Традицията на езика е възстановена в Монако. Той се преподава в училищата и според някои данни 17% от населението на Монако го говори. ISO 639–2 кодът на езика е roa.